# عملاق مقارب

مخطط للتطور النجمي وفق تصنيف هرتزشبرونج-راسل ويعلم العملاق المقارب بالرمز AGB باللون الأخضر. يلاحظ أن انتقال تطور النجم يمينا معناه أن درجة حرارة سطحه تنخفض رويدا رويدا ، بينما يرتفع ضياؤه.

 العملاق المقارب وهي مرحلة من مراحل التطور النجمي AGB وفق تصنيف هرتزشبرونج-راسل وتنتج عن تطور النجوم صغيرة ومتوسطة الحجم K تتراوح كتلتها ما بين 0.6 إلى 10 كتلة شمسية (تُرى في الشكل مرحلة نجم مقارب AGB في نهاية تطور نجم تبلغ كتلته 2 كتلة شمسية (الخط الأخضر).)
سمي نجما «مقاربا» بسبب اقترابه خلال مراحل تطوره رويدا رويدا إلى مرحلة عملاق أحمر، كما يوضح الخط الأخضر في الرسم. بعد ذلك يمكن أن يصبح قزما أبيضا، وهذا يعتمد على كتلته.
يظهر العملاق المقارب كنتيجة لعملاق أحمر، وتتميز نواته بتكوّنها من الكربون والأكسجين، وينتج هذين المركبين من تفاعلات الاندماج النووي للهليوم.
يسبق تفاعلات اندماج الهيليوم اندماج الهيدروجين حيث تزداد نسبة الهيليوم، وعند قرب نفاذ الهيدروجين يبدأ اندماج الهيليوم الذي ينتج عناصرا أثقل من الهيليوم مثل الليثيوم والبريليوم والكربون والأكسجين. فالعناصر الكيميائية «تطبخ» في النجوم. وتتكون منها الكواكب، وويتكون منها الأحياء. كذلك من تلك العناصر تتكون أجسامنا التي نمرح بها على الأرض، فنحن أبناء النجوم.

## تطور نجم
عندما يستهلك نجم وقوده من الهيدروجين عن طريق الاندماج النووي لتوليد الطاقة في قلبه، يبدأ قلب النجم في الانكماش وتزداد درجة حرارته. وهذا يجعل الطبقة الخارجية للنجم تتمدد وتبرد بعض الشيء. ويزداد ضياء النجم كثيرا، ويصبح عملاقا أحمرا. وهو في تلك المرحلة من عمره يتبع الخط الأخضر إلى اليمين في مخطط هرتزشبرونج-راسل.
وبارتفاع درجة حرارة قلب النجم إلى نحو
3×108 كلفن, يبدأ «احتراق» أنوية الهيليوم. ويعمل اندماج الهيليوم على رفع درجة حرارة النجم فيزداد لمعانه. وينتقل النجم في مخطط هرتزشبرونج-راسل على الخط الأخضر، وهذا هو ما يسمى «الفرع الأفقي» لنجوم العائلة II، أو إذا كانت من نجوم العائلة I فهي تستمر في تطورها حتى تصل في تطورها إلى متثاقل أحمر RC. وبعد انتهاء استهلاك غاز الهيليوم في قلب النجم ينتقل النجم في تطوره إلى اليمين إذ تنخفض درجة حرارة سطحه ويعلو قليلا متبعا للخط الأخضر، بمعني أن شدة ضياؤه تزيد AGB، و«يقترب» من «فرع العمالقة الحمر» في تصنيف هرتزشبرونج-راسل.
يتبع تطور النجم إذا كانت كتلته نحو 2 كتلة شمسية (كما في الشكل) الخط الأخضر في هذا المخطط، وتسمى مسيرته هذه مسيرة عملاق أحمر، لهذا تسمى تلك المسيرة «فرع عملاق مقارب» asymptotic giant branch أو مختصرا AGB. وجميع النجوم التي تصل خلال عمرها تلك المرحلة تسمى AGB stars.

## اندماج الهيليوم
في النجوم ذات كتلة متوسطة يبدأ اولا اندماج الهيدروجين في قلب النجم ويتحول على هيليوم. وعند زيادة نسبة الهيليوم في قلب النجم يشغل الهيدروجين الطبقة العليا من النجم، ومع تقدمه في العمر وقرب انتهاء الهيدروجين يتبع النجم فرع عملاق أحمر في مخطط هرتزشبرونج-راسل.
فإذا كان النجم ذو كتلة كبيرة نسبيا (مثل الشمس أو 2 كتلة شمسية) تصل درجة حرارة قلب النجم إلى درجة تسمح باندماج الهيليوم. ولكي يحافظ على التوازن في طبقات النجم ترتفع درجة حرارة قلب النجم وينخفض ضياؤه بعض الشيء. وعندما يقرب الهيليوم على الاستهلاك في قلب النجم يبدأ اندماج الهيليوم في الغلاف فيزداد ضياء النجم وتنخفض درجة حرارة سطحه. في مخطط هرتزشبرونج-راسل يقترب نجم من نوع AGB من فرع العمالقة الحمر رويدا رويدا.
.
يحدث وميض هيليوم كل 10.000 إلى 100.000 سنة في النجم خلال تطوره إلى عملاق أحمر، حيث يشتعل تفاعل الهيليوم فجأة. وتتسبب تلك النبضة الحرارية في انطفاء اندماج الهيدروجين في الطبقة العليا، وتختلط مواد قلب النجم بمواد الغلاف. ويتمدد قطر النجم (العملاق الأحمر) خلال فترة تقدر بنحو عدة آلاف من السنين.
.

## اقرأ أيضا
- تصنيف هرتزشبرونج-راسل
- متثاقل أحمر
- عملاق أحمر
- قزم أبيض
- وميض هيليوم